# マルツェル・ハルステンベルク
マルツェル・ハルステンベルク（Marcel Halstenberg 、1991年9月27日 - ）は、ドイツ・ニーダーザクセン州ラッツェン出身のプロサッカー選手。ポジションはDF。ブンデスリーガ2部・ハノーファー96所属。ドイツ代表。

## 経歴

### クラブ
1991年、ハノーファーの南隣の町ラッツェンに生まれる。8歳の時にハノーファー96の下部組織に入団。2011年、ボルシア・ドルトムントに移籍。しかし出場はリザーブのみでトップチームでの出番はなかった。ドルトムントとの契約満了後、FCザンクトパウリに3年契約で加入。
2015年8月31日、RBライプツィヒに4年契約で移籍。この移籍はザンクトパウリのサポーターからの激しい反発を買った。

### 代表
2017年11月10日のイングランド戦で代表デビュー、2019年9月9日の北アイルランド戦で代表初ゴール、2021年5月、UEFA EURO 2020に臨むメンバーに選出された。